# Desmiphora xerophila
Desmiphora xerophila là một loài bọ cánh cứng trong họ Cerambycidae.